# Impero ottomano ai Giochi della IV Olimpiade
La Turchia ai Giochi della IV Olimpiade', svoltisi a Londra dal 25 agosto all'11 settembre 1908, avrebbe partecipato con Aleko Moullos un ginnasta greco impegnato in una gara. Non è tuttavia chiaro se Moullos, impegnato nella gara All-Around di ginnastica, abbia effettivamente partecipato ai Giochi.